# Alexander Lwowitsch Brudno

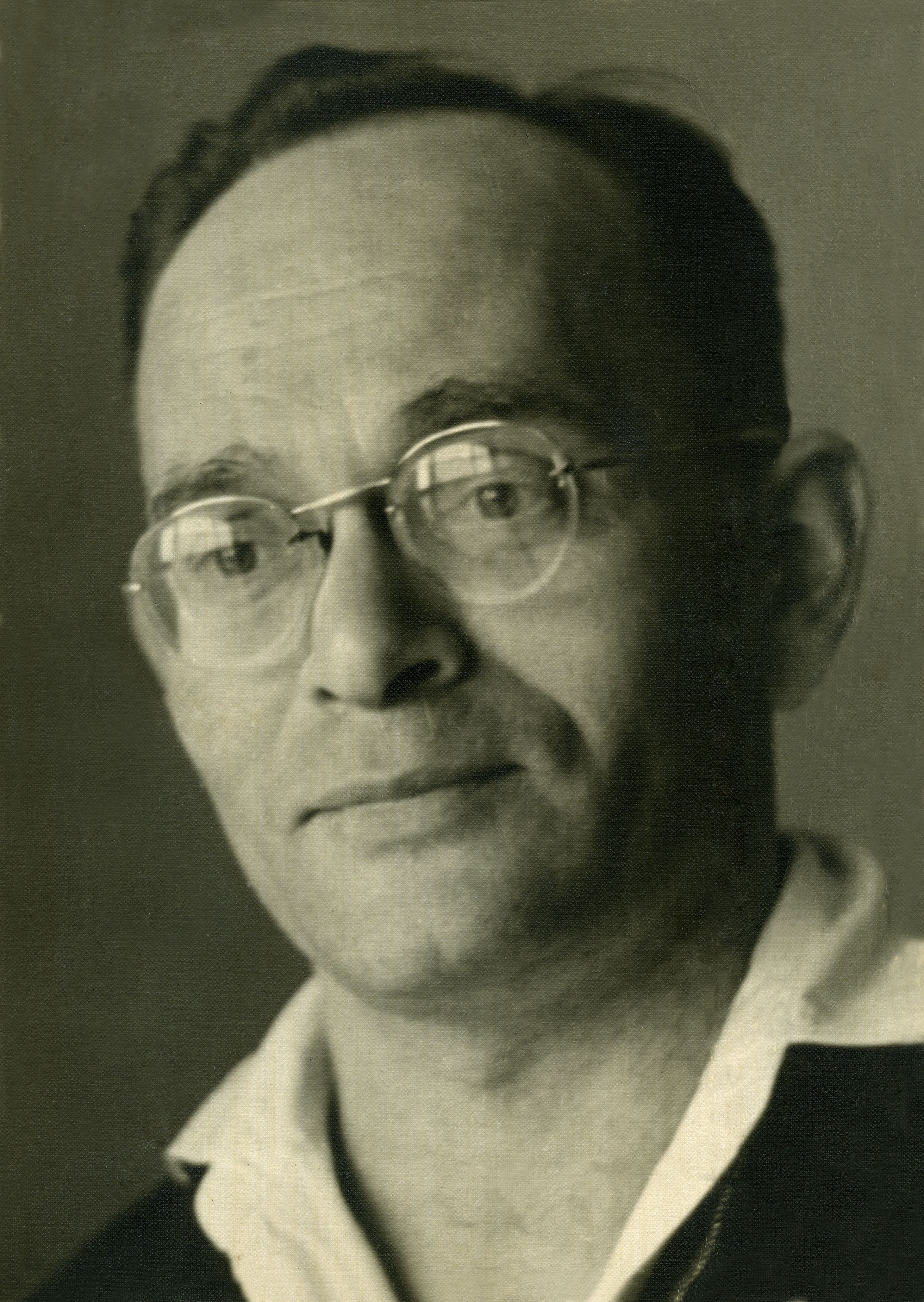
Alexander Lwowitsch Brudno

Alexander Lwowitsch Brudno (russisch Александр Львович Брудно, hebräisch אלכסנדר לבוביץ ברודנו; * 28. Dezember 1917jul. / 10. Januar 1918greg.; † 1. Dezember 2009) war ein sowjetisch-israelischer Mathematiker und Informatiker.

## Leben
Brudno studierte an der Lomonossow-Universität Moskau (MGU) in der Mechanik-Mathematik-Fakultät (Mechmat) mit Abschluss 1941. Seine erste wissenschaftliche Arbeit wurde 1940 veröffentlicht.
Nach der Aspirantur an der MGU bei Dmitri Menschow verteidigte  Brudno 1949 mit Erfolg seine Dissertation für die Promotion zum Kandidaten der physikalisch-mathematischen Wissenschaften. 1953 verteidigte er mit Erfolg seine Doktor-Dissertation für die Promotion zum Doktor der physikalisch-mathematischen Wissenschaften.
Brudno besuchte Pjotr Nowikows Seminar für Algorithmentheorie im Steklow-Institut für Mathematik der Akademie der Wissenschaften der UdSSR (AN-SSSR, seit 1991 Russische  Akademie der Wissenschaften (RAN)). Dort wurde er von Isaak Bruk eingeladen, für dessen Röhrencomputer M-2 ein Programm zu schreiben. Ab 1954 arbeite Brudno im Moskauer Energetischen Institut (MEI) in Bruks Laboratorium, das 1958 das Institut für Elektronische Steuerungsmaschinen (INEUM) der AN-SSSR wurde.
In Brudnos und Alexander Kronrods Seminar traf sich ein informeller Kreis von Mathematikern, Informatikern und Ökonomen aus unterschiedlichen Organisationen: Georgi Adelson-Welski, Wladimir Arlasarow, Wiktor Belkin, Igor Birman, Michail Bongard, Dawid Grobman, Jewgeni Landis, Alexander Lunz u. a. Sie beschäftigten sich mit der Programmierung von Spielen und Problemen des Erkennens, der Diagnostik und der Ökonomie. Ihre Ergebnisse führten zu originellen Brute-Force-Methoden, insbesondere zu einer Branch-and-Bound-Methode, zu Auskunftssystemen mit Logarithmischer Schreib- und Such-Zeit, zu optimierter Planung u. a.
Als einer der Ersten in der UdSSR befasste Brudno sich mit Problemen der  heuristischen Programmierung im Hinblick auf Künstliche Intelligenz und formulierte grundlegende Prinzipien. Mit Kronrod, Adelson-Welski, Landis und Arlasarow entwickelte Brudno die ersten Algorithmen und Programme für intellektuelle Spiele. Auch leistete er viel für die Schachprogrammierung. 1963 veröffentlichte er erstmals eine genaue Beschreibung und einen mathematischen Beweis der Korrektheit der Alpha-Beta-Suche. Brudnos Priorität gegenüber US-amerikanischen Mathematikern wurde von Donald E. Knuth in seiner Monografie The Art of Computer Programming und in einem Aufsatz bestätigt. Brudnos Algorithmus wurde in das von Adelson-Welski im Institut für Theoretische und Experimentelle Physik entwickelte ITEP-Schachprogramm eingebaut. Im INEUM leitete Brudno die Gruppe für die Entwicklung des Schachprogramms Kaissa.
Als sich in den 1960er Jahren Alexei Ljapunow für die Einführung des Computers und des Programmierens in den Mathematikunterricht einsetzte und entsprechende Initiativen ergriff, gründete der INEUM-Direktor Boris Naumow das Moskauer Studien- und Produktionszentrum für Informatik für Schüler der oberen Klassen mit Brudno als wissenschaftlicher Leiter, der 1969 zum Professor ernannt worden war.
Brudno wurde 1990 im Zusammenhang mit seiner Ausreise nach Israel aus dem INEUM entlassen. Ab 1991 lebte er in Israel.